# Xã Richland, Quận Venango, Pennsylvania
Xã Richland (tiếng Anh: Richland Township) là một xã thuộc quận Venango, tiểu bang Pennsylvania, Hoa Kỳ. Năm 2010, dân số của xã này là 777 người.